# Escritura rúnica moderna
Los alfabetos rúnicos han conocido numerosos usos desde el renacimiento vikingo del siglo XVIII, en el nacionalismo romántico escandinavo (Gothicismus) y el ocultismo germánico del siglo XIX, y en el contexto del género fantástico y del neopaganismo germánico del siglo XX.

## Era moderna temprana y Renacimiento Vikingo

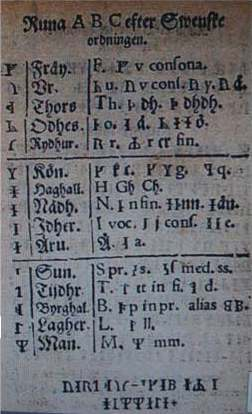
Una página de la edición de 1611 del Runa ABC de Bure.

El uso de las runas medievales desaparece en su mayor parte a lo largo del siglo XIV. Una excepción son las runas dalecarlianas, que sobrevivieron, muy influidas por el alfabeto latino, hasta el siglo XIX. El uso ocasional de las runas también parece haber persistido en otros lugares, como demuestra la piedra de Feroe Fámjin, del siglo XVI.
El interés de los anticuarios por las runas surge por primera vez en el siglo XVI, con la Historia de gentibus septentrionalibus de Olaus Magnus, de 1555, y repunta en el siglo XVII, sobre todo con la Edda Islandorum de Peder Resen, de 1665. En el siglo XVII, el pionero de la runología Johannes Bureus publicó su Runa ABC, el primer abecedario sueco.
Los calendarios rúnicos son calendarios perpetuos basados en el ciclo metónico de la Luna, de 19 años de duración. Es posible que su origen se remonte al siglo XIII, pero la mayoría de los ejemplos que se conservan datan de principios de la Edad Moderna. La mayoría de los varios miles de calendarios de madera que se conservan datan del siglo XVI en adelante. Hacia 1800, estos calendarios se fabricaban en forma de cajas de tabaco de latón.

## Esoterismo

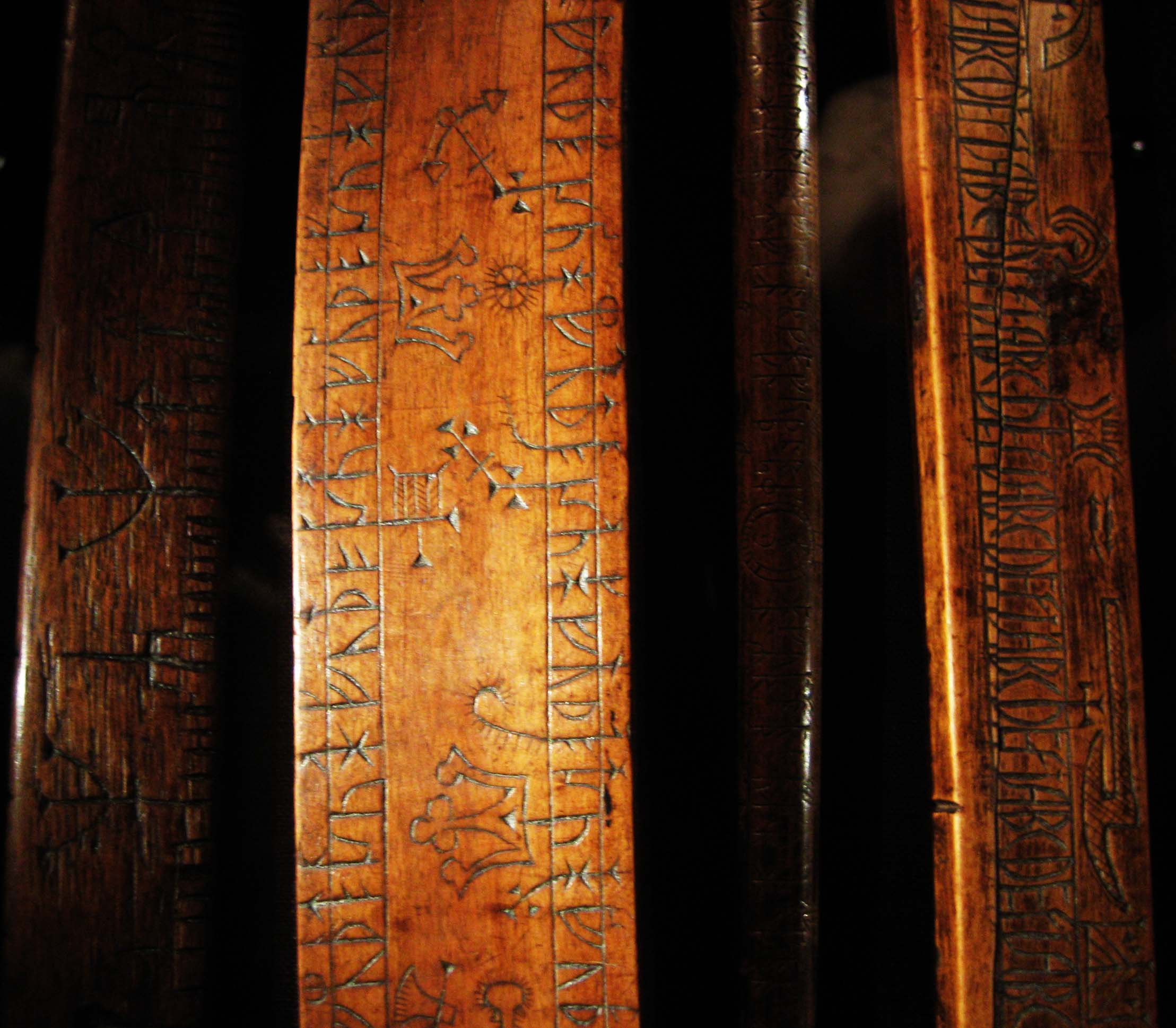
Tablillas rúnicas en el Museo de Historia de Lund (Suecia).

### Misticismo germánico y simbolismovölkisch
El pionero de la rama armanista de la ariosofía y una de las figuras más importantes del esoterismo en Alemania y Austria a finales del siglo XIX y principios del XX fue el ocultista, misticista y escritor völkisch austriaco Guido von List. En 1908, publicó en Das Geheimnis der Runen («El secreto de las runas») un conjunto de dieciocho de las llamadas «runas armanas», que supuestamente le fueron reveladas en un estado de ceguera temporal tras una operación de cataratas en ambos ojos en 1902.

Reorganización en círculo de las runas armanas.

Las dieciséis primeras runas de von List corresponden a las dieciséis runas del futhark joven, con ligeras modificaciones en los nombres (y formas parcialmente reflejadas). Las dos runas adicionales están inspiradas en el futhorc anglosajón. Las dieciséis primeras se llaman fa, ur, thurs, os, rit, ka, hagal, nauth, is, ar, sig, tyr, bar, laf, man, yr. Las dos últimas son eh (el nombre es del futhork anglosajón, la forma parecida al futhark joven ar) y gibor (el nombre parecido al futhork anglosajón gyfu, pero en forma parecida a un símbolo wolfsangel).
Karl Maria Wiligut desarrolló en 1934 una hilera de runas vagamente basada en las runas armanas de List, aunque Wiligut rechazaba las runas de List y su filosofía general. Wiligut afirmó haber sido iniciado en la «sabiduría rúnica» por su abuelo Karl Wiligut (1794-1883). Su fila de runas tiene 24 letras, como el futhark antiguo. Al igual que las runas armanas de von List, que están estrechamente basadas en el futhark joven, muchas de las runas de Wiligut son idénticas a las runas históricas, con algunas adiciones. No se conserva la secuencia histórica del futhark.
Los nombres de Wiligut para sus runas son: tel, man, kaun, fa, asa, os, eis, not, tor, tyr, laf, rit, thorn, ur, sig, zil, yr, hag-al, h, wend-horn, gibor, eh, othil, bar-bjork. Las runas sin precedentes directos en las runas históricas son tel (un anillo cruzado, similar al símbolo de la cruz solar), tor (como una T latina), zil (como una Z latina girada), gibor (tomada de las runas de von List). La forma de wend-horn es similar a tvimadur.
El uso de las runas en el misticismo germánico, en particular las «runas armanas» de List y las «runas Wiligut» derivadas, desempeñó cierto papel en el simbolismo nazi. La fascinación por el simbolismo rúnico se limitaba principalmente a Heinrich Himmler, y no era compartida por los demás miembros de la cúpula nazi. En consecuencia, las runas aparecen sobre todo en insignias asociadas a la Schutzstaffel, la organización paramilitar dirigida por Himmler. A Wiligut se le atribuye el diseño del SS-Ehrenring, que exhibe varias «runas de Wiligut».

### Esoterismo contemporáneo y neopaganismo
En el esoterismo alemán posterior a 1945, las runas armanas de List se desvincularon un tanto de sus asociaciones völkisch y pasaron a formar parte del ocultismo general «pansófico» o ecléctico, sobre todo gracias a las publicaciones de Karl Spiesberger. Durante el auge de la Nueva Era en la década de 1980, las runas armanas pueden haber sido más conocidas en Alemania que las runas históricas.
A partir de la década de 1970, se desarrolló un renacimiento del interés por las runas históricas en los movimientos emergentes asociados al neopaganismo germánico y, en menor medida, en otras formas de neopaganismo y esoterismo de la Nueva Era. Desde la década de 1980 se han publicado varios sistemas de adivinación rúnica, en particular por Ralph Blum (1982), Stephen Flowers (1984, en adelante), Stephan Grundy (1990), y Nigel Pennick (1995).
La teoría del Uthark, propuesta originalmente como hipótesis académica por Sigurd Agrell en 1932, fue recibida en el esoterismo rúnico a través de Rune Power (1995), de Kenneth Meadows, y Uthark: El lado nocturno de las runas (2002), de Thomas Karlsson.

## Piedras rúnicas

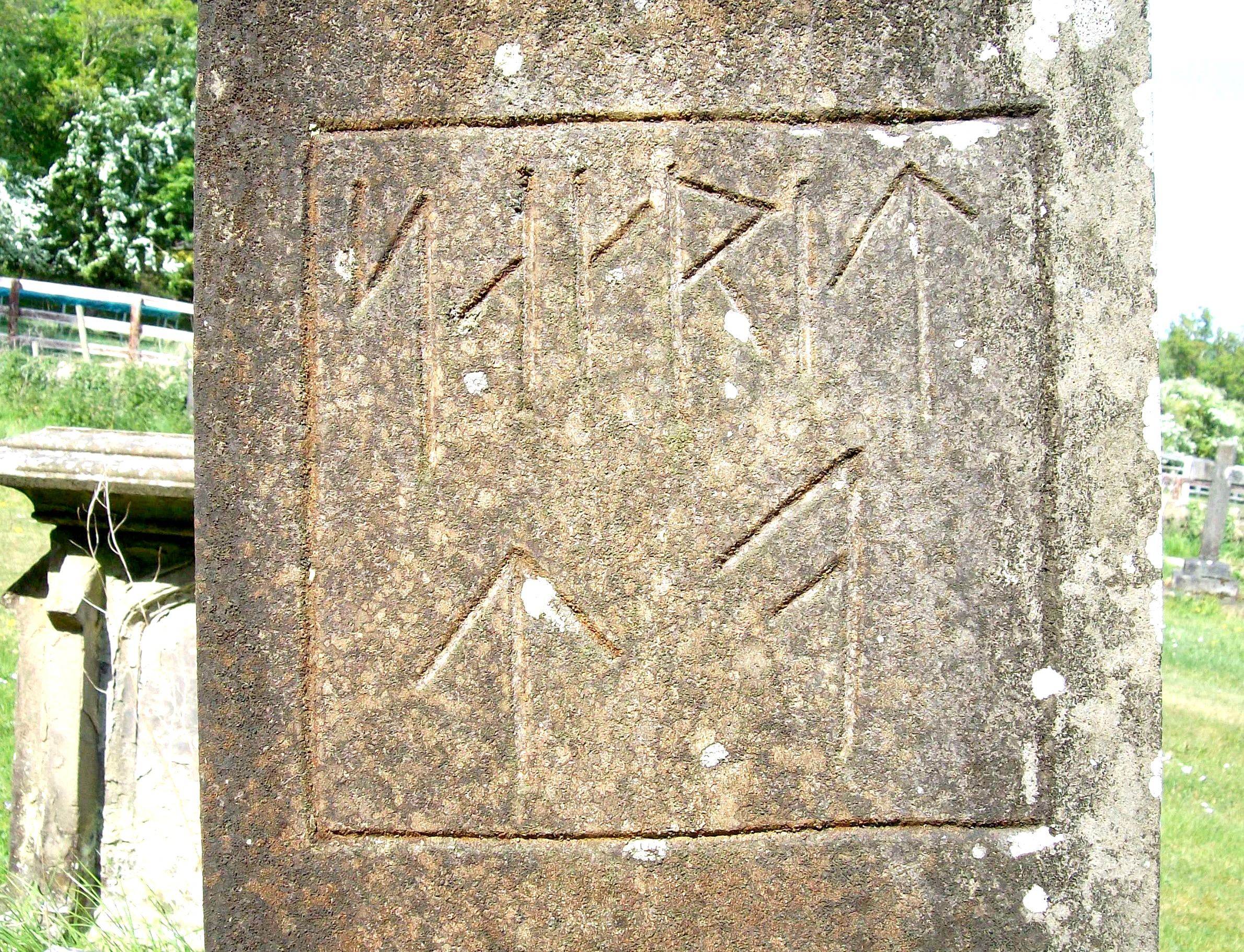
Escritura rúnica en una lápida de 1886 en Parkend, Inglaterra. La inscripción reza: «ᛋᛆᚴᚱᛁᛏ ᛏᚮ».

Existen varias piedras rúnicas notables de origen moderno. Algunas de ellas son falsas, ya que sus creadores intentaron imitar un artefacto de la Edad Vikinga. Esto afecta sobre todo a las piedras rúnicas americanas, como la de Kensington o la de Oklahoma.
Especialmente desde finales del siglo XX, también se fabricaron piedras rúnicas al estilo de la Era Vikinga sin pretensión de autenticidad, ya sea como obras de arte independientes o como réplicas para exposiciones en museos o atracciones turísticas.

## J. R. R. Tolkien
En la novela de J. R. R. Tolkien El Hobbit (1937), las runas anglosajonas se utilizan en un mapa para destacar su conexión con los enanos. También se utilizaron en los borradores iniciales de El Señor de los Anillos, pero más tarde fueron sustituidas por el alfabeto rúnico cirth inventado por Tolkien.
El modo en que Tolkien escribió el inglés moderno en runas anglosajonas recibió un reconocimiento explícito con la introducción de tres runas adicionales en el bloque rúnico de Unicode utilizado por él en la versión 7.0 de Unicode (2014). Los tres caracteres representan los grafemas ingleses k, oo y sh, como sigue:
- LETRA RÚNICA K (ᛱ, U+16F1), una variante de cen ᚳ[5]
- LETRA RÚNICA SH (ᛲ, U+16F2), variante reflejada de la runa s ᛋ
- LETRA RÚNICA OO (ᛳ, U+16F3), similar a la «runa linterna» o ger ᛄ

La runa k se publicó con El Hobbit (1937), por ejemplo para escribir el propio nombre de Tolkien, como ᛁ ᚱ ᚱ ᛏᚩᛚᛱᛁᛖᚾ. Sus runas oo y sh se conocen por una tarjeta postal escrita a Katherine Farrer el 30 de noviembre de 1947, publicada con el núm. 112 en Las cartas de J. R. R. Tolkien (1981).
El modo de escritura de Tolkien para el inglés moderno se basa principalmente en la ortografía, transcribiendo cada letra, con algunas runas especiales utilizadas para dígrafos frecuentes, de la siguiente manera:
| grafema | a       | b | c | d | e | ea | ee | eo | f | g | h | i, j | k | l | m | n | ng | o oa | oo | p | qu | r | s | sh | st | t | th | u, v | w | x    | y | z |
| runa    | ᚫ, ᚪ, ᚩ | ᛒ | ᚳ | ᛞ | ᛖ | ᛠ  | ᛟ  | ᛇ  | ᚠ | ᚷ | ᚻ | ᛁ    | ᛱ | ᛚ | ᛗ | ᚾ | ᛝ  | ᚩ    | ᛳ  | ᛈ | ᚳᚹ | ᚱ | ᛋ | ᛲ  | ᛥ  | ᛏ | ᚦ  | ᚢ    | ᚹ | ᛉ, ᛡ | ᚣ | ᛣ |